# ناقصة سماوية
ناقصة سماوية (الاسم العلمي:Amorpha coerulea) هو نوع من النباتات يتبع جنس الناقصة من فصيلة البقولية.